# Bodzenta von Września

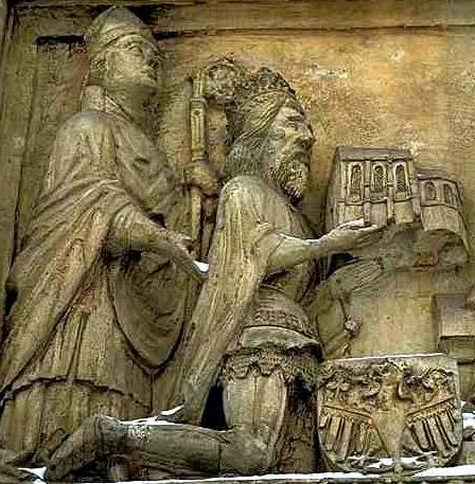
Darstellung an der Stiftsbasilika Mariä Geburt in Wiślica mit Kasimir dem Großen

Bodzenta von Września (polnisch: Bodzęta oder Bodzanta; * um 1290; † 1366 in Kielce) war ab 1348 Bischof von Krakau. Seine Familie war Teil der Wappengemeinschaft Poraj.

## Leben
Bodzentas Familie stammte aus Września. Sein Onkel war bereits Bischof und förderte die kirchliche Karriere Bodzentas, der mehrere kirchliche Ämter in Polen hatte, bevor er 1329–1331 als Gesandter Bischofs Johann II. Grot am päpstlichen Hof in Avignon weilte. 1347 ging er erneut nach Avignon, wo er den neugewählten Krakauer Bischof Peter I. von Falkow bei seiner Reise zu Clemens VI. begleitete. Da Peter kurz nach seiner Weihe 1348 in Avignon an der Pest verstarb, wurde Bodzenta von Clemens VI. zum neuen Bischof von Krakau geweiht. Bodzenta wurde jedoch vom polnischen König Kasimir dem Großen nicht als Bischof anerkannt. Kasimir verweigerte ihm die Auszahlung des Zehnten und ließ seinen Gesandten Marcin Baryczka, der dem König einen unmoralischen Lebenswandel vorwarf, 1349 in der Weichsel ertränken. Den Konflikt zwischen Bischof und König vermochte der Erzbischof von Gnesen Jarosław Bogoria 1352 teilweise beilegen, das Verhältnis blieb jedoch angespannt. 1360 stellte Kasimir Bodzenta Janusz Suchywilk als Hilfsbischof an die Seite, der immer mehr Aufgaben von diesem übernahm. 1364 weihte er die neue gotische Wawel-Kathedrale ein. Er gründete Städte und Dörfer auf Kirchenbesitz, so sind nach ihm unter anderem Bodzentyn und Borzęcin benannt. Kielce stattete er mit Magdeburger Recht aus. Auch mit Kasimir von Teschen stritt er über Kirchenvermögen. Nach seinem Tod wurde er in einer Seitenkapelle der Wawel-Kathedrale beigesetzt, an deren Stelle heute die Konarski-Kapelle steht.